# Ukraine United
El FC Ukraine United es un club de fútbol de Toronto, Ontario, Canadá. Fue fundado en 2006 y juega en la Canadian Soccer League.
El club representa a la diáspora ucraniana en el área metropolitana de Toronto.

## Temporadas
| Año  | División                           | Liga | Temporada regular | Playoffs    |
| ---- | ---------------------------------- | ---- | ----------------- | ----------- |
| 2007 | Multi Jurisdictional Division West | OSL  | 3º                |             |
| 2008 | Multi Jurisdictional Division West | OSL  | Campeón           |             |
| 2009 | Central Regional Division          | OSL  | 11º               |             |
| 2010 | Central Regional Division          | OSL  | 4º                |             |
| 2011 | Central Regional Division          | OSL  | 4º                |             |
| 2012 | Premier Central Division           | OSL  | 8º                |             |
| 2013 | Premier Central Division           | OSL  | 8º                |             |
| 2014 | Premier Central Division           | OSL  | 3º                |             |
| 2015 | Premier Central Division           | OSL  | 2º                |             |
| 2016 | First Division                     | CSL  | 2º                | Semifinales |
| 2017 | Second Division                    | CSL  | 1º                | Campeón     |
| 2018 | First Division                     | CSL  | 1º                | Semifinales |
| 2019 | First Division                     | CSL  | 3º                | Final       |